# Ancien normand
L’ancien normand appartient aux dialectes de la langue d’oïl et a été utilisé pour rédiger des documents administratifs et des textes littéraires au Moyen Âge jusqu'au XVe siècle. C’est l’ancêtre du normand moderne, y compris des dialectes des îles Anglo-Normandes (comme le jersiais). 

## Géographie linguistique
L’ancien normand était autrefois parlé dans toute la région de ce qu’on appelle aujourd’hui la Normandie avec toutefois des différences qui se perpétuent d'une manière plus contemporaines, notamment selon qu’il soit parlé au nord ou au sud d'une isoglosse, appelée ligne Joret. 
Il s’est répandu, avec les conquêtes normandes en Angleterre, un peu altéré par la langue de substrat, le vieil anglais, et surtout par la langue de superstrat, l'angevin (ou plutôt le vieil angevin) qui est devenu prédominant à la cour des Plantagenêt, puis par le français. L'anglais moderne comprend de nombreux termes issus de l'ancien normand via l'anglo-normand reconnaissable à leur aspect phonétique, par exemple : war (issu de werre = guerre), wait (issu de waitier = guaiter > guetter), car (issu de car = char), catch (issu de ca(t)chier = chasser), etc.
Parlé par une élite d’origine normande en Italie méridionale, en Sicile et au Levant, il n'y a cependant laissé quasiment aucune trace dans les langues locales. L’ancien normand fut une langue importante de la principauté d'Antioche au cours de la domination des Croisés dans le Levant.

## Caractéristiques
Malgré la présence indubitable de nombreux léxèmes empruntés au vieux scandinave, l'ancien normand doit peu dans sa structure syntaxique et grammaticale à cette langue. Le nombre total d'emprunts au vieux scandinave est estimé à 200 mots, si l'on inclut les appellatifs toponymiques (noms propres de la toponymie) - encore vivants en vieux normand comme noms communs pour certains - et les dérivés. Une grande partie de ce lexique est passé en français, pour l'essentiel des termes techniques de la marine ancienne et de la vie maritime.

## Sources littéraires
Parmi les nombreux documents rédigés en ancien normand, on trouve par exemple des écrits littéraires comme la Vie de saint Alexis, un des plus vieux textes de la langue d'oïl probablement rédigé dans la région de Rouen ou encore ceux du poète jersiais Wace au XIIe siècle.